# Strato spinoso
Nell'anatomia umana lo strato spinoso è uno strato dell'epidermide.

Strati dell'epidermide.

## Anatomia
Si trova fra lo strato granuloso e quello basale, esso è formato da cellule poliedriche che tendono ad appiattirsi verso lo strato superiore. Il nome lo si deve alle numerose estroflessioni, dette ponti citoplasmatici, che fanno assumere alle cellule l'aspetto spinoso. Tali estroflessioni presentano numerosi desmosomi, che mettono le cellule in un rapporto di contiguità. Lo spessore dello strato spinoso varia da 4 a 10 strati di cellule.

## Funzionalità cellulare
Le cellule dello strato spinoso sintetizzano proteine come l'involucrina che si depositano nello spazio intercellulare degli strati sovrastanti. Si osservano inoltre granuli di melanina, sintetizzata dai melanociti e cheratinosomi, organuli contenenti materiale lipidico che deve essere rilasciato nello spazio intercellulare del successivo strato granuloso, allo scopo di costituire una barriera all'acqua.